# Labidodemas spineum
Labidodemas spineum is een zeekomkommer uit de familie Holothuriidae.
De wetenschappelijke naam van de soort werd in 2004 gepubliceerd door Massin, Samyn & Thandar.